# One Exciting Day
One Exciting Day è un cortometraggio muto del 1923 scritto e diretto da Albert Herman (come Al Herman).

## Produzione
Il film fu prodotto dalla Century Film.

## Distribuzione
Distribuito dall'Universal Pictures, il film - un cortometraggio in due bobine - uscì nelle sale cinematografiche USA il 3 ottobre 1923.